# Сингаївська сільська рада (Коростенський район)
Сингаївська сільська рада (до 1969 року — Немирівська сільська рада) — колишня адміністративно-територіальна одиниця та орган місцевого самоврядування у Коростенському (Ушомирському) районі і Коростенській міській раді Коростенської і Волинської округ, Київської й Житомирської областей Української РСР та України з адміністративним центром у с. Сингаї (до 1969 року — с. Немирівка).

## Населені пункти
Сільській раді були підпорядковані населені пункти:
- с. Сингаї
- с. Грозине
- с. Купеч
- с. Немирівка
- с. Шатрище

## Населення
Кількість населення ради станом на 1923 рік становила 2 114 осіб, кількість дворів — 406.
Відповідно до результатів перепису населення СРСР, кількість населення ради станом на 12 січня 1989 року становила 3 774 особи.
Станом на 5 грудня 2001 року, відповідно до перепису населення України, кількість мешканців сільської ради становила 2 678 осіб.

## Склад ради
Рада складалася з 20 депутатів та голови.

### Керівний склад сільської ради
| ПІБ                            | Основні відомості                                                         | Дата обрання | Дата звільнення |
| ------------------------------ | ------------------------------------------------------------------------- | ------------ | --------------- |
| Дідківський Валерій Васильович | Сільський голова, 1951 року народження, освіта, безпартійний              | 26.03.2006   | 31.10.2010      |
| Антонюк Володимир Васильович   | Сільський голова, 1963 року народження, освіта вища, член Партії регіонів | 31.10.2010   |                 |

Примітка: таблиця складена за даними джерела

## Історія
Створена 1923 року як Немирівська сільська рада, в складі сіл Боронове (Воронове), Грозин (згодом — Грозине), Немирівка та Сингаї Коростенської волості Коростенського повіту Волинської губернії. Станом на 17 грудня 1926 року в підпорядкуванні значився радгосп Грозинський, який на 1 вересня 1946 року не перебував на обліку населених пунктів.
Станом на 1 вересня 1946 року сільська рада входила до складу Коростенського району Житомирської області, на обліку в раді перебували села Боронове, Грозине, Немирівка та Сингаї.
2 вересня 1954 року, відповідно до рішення Житомирського облвиконкому № 1087 «Про перечислення населених пунктів в межах районів Житомирської області», підпорядковано с. Шатрище Пашинської сільської ради Коростенського району, с. Воронове передане до складу Бехівської сільської ради Коростенського району. 13 січня 1969 року, відповідно до рішення Житомирського облвиконкому № 16 «Про зміни в адміністративному підпорядкуванні деяких населених пунктів області», адміністративний центр ради перенесено до с. Сингаї з перейменуванням ради на Сингаївську.
На 1 січня 1972 року сільська рада входила до складу Коростенського району Житомирської області, на обліку в раді перебували села Грозине, Немирівка, Сингаї та Шатрище.
17 січня 1977 року, відповідно до рішення Житомирського облвиконкому № 24 «Про питання адміністративно-територіального поділу окремих районів області», до складу ради включено с. Купеч Ходаківської сільської ради Коростенського району.
Ліквідована 17 липня 2020 року. Територію та населені пункти ради, відповідно до розпорядження Кабінету Міністрів України № 711-р від 12 червня 2020 року «Про визначення адміністративних центрів та затвердження територій територіальних громад Житомирської області», включено до складу Коростенської міської територіальної громади Коростенського району Житомирської області.
Входила до складу Коростенського (Ушомирського, 7.03.1923 р., 28.02.1940 р.) району та Коростенської міської ради (1.06.1935 р.).